# Eleição municipal de Caruaru em 2020
A eleição municipal da cidade de Caruaru em 2020 ocorreram no dia 15 de novembro (primeiro turno) e 29 de novembro (segundo turno), com o objetivo de eleger um prefeito, um vice-prefeito e 23 vereadores, que serão responsáveis pela administração da cidade. A atual prefeita é Raquel Lyra, do Partido da Social Democracia Brasileira (PSDB), que já anunciou sua intenção de concorrer a reeleição. Lyra foi reeleita em primeiro turno.
Originalmente, as eleições ocorreriam em 4 de outubro (primeiro turno) e 25 de outubro (segundo turno) (para cidades acima de 200 mil habitantes), porém, com o agravamento da pandemia do novo coronavírus (SARS-CoV-2), causador da Covid-19, as datas foram modificadas com a promulgação da Emenda Constitucional nº 107/2020.

## Contexto
Em 2020, a então prefeita Raquel Lyra disputava a reeleição em meio à Pandemia de Covid-19. Como consequência da pandemia, o primeiro turno da eleição de 2020 foi adiado para 15 de novembro e as convenções partidárias foram entre 31 de agosto e 16 de setembro. A campanha de 2020 foi uma campanha "morna e monótona", de acordo com o analista político Fernando Andrade. O diferencial, além da pandemia, foi a falta de candidatos históricos como José Queiroz e Tony Gel na disputa.
Com a ausência de José Queiroz e Tony Gel, o principal adversário de Raquel Lyra foi Delegado Lessa, que concorreu à prefeitura pela segunda vez após ser eleito deputado estadual em 2018. Além dele, também foram candidatos: o companheiro de chapa de Tony Gel em 2016 e o mais jovem na disputa, Raffiê Dellon (PSD), o filho de Jorge Gomes e vereador da cidade, Marcelo Gomes (PSB) que contou com mais apoios de figuras políticas importantes na cidade e no estado, são elas José Queiroz, Tony Gel, o governador Paulo Câmara (PSB) e o senador Jarbas Vasconcelos (PMDB), Marcelo Rodrigues (PT), um dos críticos mais duros da gestão de Raquel Lyra na campanha e Rafael Wanderley (UP), que enfrentou o desconhecimento do seu partido, que havia sido reconhecido pelo TSE a menos de um ano.

## Candidatos a prefeito
A seguir lista de candidatos a prefeito das eleições municipais.
| Candidato         | Partido | Cargo anterior                                   | Vice                   | Coligação                                                                                 |
| ----------------- | ------- | ------------------------------------------------ | ---------------------- | ----------------------------------------------------------------------------------------- |
| Raquel Lyra       | PSDB    | Prefeita de Caruaru (2017-2022)                  | Rodrigo Pinheiro(PSDB) | Todos por Caruaru PSDB, DEM, PL, PTB, Cidadania, PODE, Avante, PSC, PATRI, PMN, PRTB, PMB |
| Marcelo Gomes     | PSB     | Vereador de Caruaru (2013-atualmente)            | Ailza Trajano(PCdoB)   | Frente Popular de Caruaru MDB, PCdoB, PSB, PDT                                            |
| Delegado Lessa    | PP      | Deputado Estadual de Pernambuco(2019-atualmente) | Manoel Santos(PSL)     | Novos Caminhos pra Caruaru Avançar PP, PSL, Republicanos, PROS                            |
| Raffiê Dellon     | PSD     | Ex-diretor da JUCEPE                             | Roberta Antunes(PSD)   | Caruaru é o Meu País PSD, PV, SD, PTC, DC                                                 |
| Marcelo Rodrigues | PT      | Ex-secretário de Meio Ambiente do Recife         | Ingrid Marcella(PT)    | PT                                                                                        |
| Rafael Wanderley  | UP      | Advogado e militante sindical                    | Valéria Pires(UP)      | UP                                                                                        |

## Pesquisas eleitorais
Em 2020, apenas quatro pesquisas foram registradas no TSE. E dessas quatro, metade foi feita antes da definição oficial dos candidatos nas convenções partidárias, que em 2020 ocorreram no período de 31 de agosto à 16 de setembro.
| Data       | Instituto | Raquel Lyra (PSDB) | Tony Gel (MDB) | Delegado Lessa (PP) | José Queiroz (PDT) | Fernando Rodolfo (PL) | Raffiê Delon (PSD) | Marcelo Gomes (PSB) | Manoel da Cazanova (PSL) | Silvio Nascimento (PSC) | Marcelo Rodrigues (PT) | Brancos e nulos | Indecisos |
| ---------- | --------- | ------------------ | -------------- | ------------------- | ------------------ | --------------------- | ------------------ | ------------------- | ------------------------ | ----------------------- | ---------------------- | --------------- | --------- |
| 19/01/2020 | Simplex   | 36,63%             | 19,59%         | 11,18%              | 11%                | 1,87%                 | 1,47%              | —                   | 0,22%                    | 0,22%                   | 0%                     | 9,73%           | 8,09%     |
| 28/08/2020 | Simplex   | 44,1%              | 11,2%          | 8,3%                | 5,7%               | —                     | 1,1%               | 0,4%                | —                        | —                       | 0,2%                   | 8,8%            | 20,3%     |

| Data       | Instituto | Raquel Lyra (PSDB) | Delegado Lessa (PP) | Raffiê Dellon (PSD) | Marcelo Rodrigues (PSB) | Marcelo Gomes (PT) | Rafael Wanderley (UP) | Brancos e nulos | Indecisos |
| ---------- | --------- | ------------------ | ------------------- | ------------------- | ----------------------- | ------------------ | --------------------- | --------------- | --------- |
| 22/10/2020 | Simplex   | 62,9%              | 11,7,%              | 4,8%                | 1,1%                    | 0,8%               | 0%                    | 9,8%            | 8,9%      |
| 23/10/2020 | Opinião   | 59,8%              | 15%                 | 3,8%                | 2%                      | 1,6%               | 0%                    | 6,4%            | 11,2%     |

## Resultados
| Candidato(a)           | Vice                    | 1º Turno 15 de novembro de 2020 | 1º Turno 15 de novembro de 2020 |
| Candidato(a)           | Vice                    | Votação                         | Votação                         |
| Total                  | Porcentagem             | Total                           | Porcentagem                     |
| ---------------------- | ----------------------- | ------------------------------- | ------------------------------- |
| Raquel Lyra (PSDB)     | Rodrigo Pinheiro (PSDB) | 114.466                         | 66,86%                          |
| Delegado Lessa (PP)    | Manoel Santos (PSL)     | 32.910                          | 19,22%                          |
| Raffiê Dellon (PSD)    | Roberta Antunes (PSD)   | 14.986                          | 8,75%                           |
| Marcelo Rodrigues (PT) | Ingrid Marcella(PT)     | 3.342                           | 2,90%                           |
| Marcelo Gomes (PSB)    | Ailza Nazario (PCdoB)   | 3.513                           | 2,05%                           |
| Rafael Wanderley (UP)  | Valéria Pires(UP)       | 374                             | 0,22%                           |
| Votos em branco        | Votos em branco         | 4.373                           | 2,47%                           |
| Votos nulos            | Votos nulos             | 6.631                           | 3,75%                           |
| Total                  | Total                   | 176.714                         |                                 |
| Abstenções             | Abstenções              | 9.232                           | 4,96%                           |
| Votos apurados         | Votos apurados          | 176.714                         | 100%                            |
| Votos válidos          | Votos válidos           | 165.710                         | 93,77%                          |
| Total de eleitores     | Total de eleitores      | 185.946                         |                                 |

| Partido | Partido | Candidato         | Votos   | Votos (%) |
| ------- | ------- | ----------------- | ------- | --------- |
|         | PSDB    | Raquel Lyra       | 114 466 | 66,86%    |
|         | PP      | Delegado Lessa    | 32 910  | 19,22%    |
|         | PSD     | Raffiê Dellon     | 14 986  | 8,75%     |
|         | PT      | Marcelo Rodrigues | 4 964   | 2,9%      |
|         | PSB     | Marcelo Gomes     | 3 513   | 2,05%     |
|         | UP      | Rafael Wanderley  | 374     | 0,22%     |
| Totais  | Totais  | Totais            | 171 213 |           |

## Câmara Municipal
Foram eleitos vinte e três vereadores para a legislatura 2021-2024. As vagas foram distribuídas em sete candidatos eleitos do PSDB; três candidatos eleitos do Cidadania;  dois candidatos eleitos do MDB,PP e PTB; e um candidato de cada dos partidos: DEM, PDT, PODE, PROS, PSD, PSL e REP.
| Vereadores eleitos em Caruaru em 2020 | Vereadores eleitos em Caruaru em 2020 | Vereadores eleitos em Caruaru em 2020 | Vereadores eleitos em Caruaru em 2020 | Vereadores eleitos em Caruaru em 2020 |
| ------------------------------------- | ------------------------------------- | ------------------------------------- | ------------------------------------- | ------------------------------------- |
| Candidato                             | Partido                               | Votos                                 | Porcentagem                           |                                       |
| Perpétua Dantas                       | PSDB                                  | 3.200                                 | 1,88%                                 |                                       |
| Ricardo Liberato                      | PSDB                                  | 3.146                                 | 1,85%                                 |                                       |
| Edmilson do Salgado                   | PSDB                                  | 3.096                                 | 1,82%                                 |                                       |
| Ranilson Enfermeiro                   | PSDB                                  | 3.012                                 | 1,77%                                 |                                       |
| Bruno Lambreta                        | PSDB                                  | 2.736                                 | 1,61%                                 |                                       |
| Fagner Fernandes                      | PDT                                   | 2.623                                 | 1,54%                                 |                                       |
| Mery da Saúde                         | PSD                                   | 2.618                                 | 1,54%                                 |                                       |
| Nelson Diniz                          | Cidadania                             | 2.494                                 | 1,47%                                 |                                       |
| Galego de Lajes                       | MDB                                   | 2.358                                 | 1,39%                                 |                                       |
| Leonardo Chaves                       | PSDB                                  | 2.347                                 | 1,38%                                 |                                       |
| Katia da Rendeiras                    | REP                                   | 2.305                                 | 1,36%                                 |                                       |
| Lula Tôrres                           | PSDB                                  | 2.251                                 | 1,32%                                 |                                       |
| Aline Nascimento                      | Cidadania                             | 1.851                                 | 1,08%                                 |                                       |
| Anderson Correia                      | PP                                    | 1.744                                 | 1,03%                                 |                                       |
| Cabo Cardoso                          | PP                                    | 1.644                                 | 0,97%                                 |                                       |
| Izaac da Saúde                        | Cidadania                             | 1.624                                 | 0,97%                                 |                                       |
| Mano do Som                           | DEM                                   | 1.570                                 | 0,92%                                 |                                       |
| Val Lima                              | PSL                                   | 1.527                                 | 0,90%                                 |                                       |
| Felipe José                           | PTB                                   | 1.498                                 | 0,88%                                 |                                       |
| Jorge Quintino                        | PTB                                   | 1.131                                 | 0,67%                                 |                                       |
| Carlinhos da Ceaca                    | MDB                                   | 1.083                                 | 0,64%                                 |                                       |
| Maurício Caruaru                      | PODE                                  | 1.072                                 | 0,63%                                 |                                       |
| Irmão Ronaldo                         | PROS                                  | 858                                   | 0,50%                                 |                                       |